# Shigemitsu Harada
Shigemitsu Harada (原田重光?, Harada Shigemitsu; Takikawa, 11 marzo 1972) è un fumettista giapponese.

## Opere
- Ippatsu Kiki Musume (1998)
- Kekkou Kamen P (storia, in collaborazione con Gō Nagai; disegni Minato Seiju) (2004)
- Yuria Type 100 (storia; disegni di Hagio Nobuto) (2005-2010)
- Le mie palle - Proteggerò la mia terra? (storia; disegni di Seguchi Takahiro) (2006-2010)
- Majoukko Rina no Fushigi Taisakusen(storia; disegni di Matsura Madoka) (2007)
- Mappa Teacher (storia; disegni di Sakura) (2009)
- Yuricam - Yurika no Campus Life (storia; disegni di Seguchi Takahiro) (2010)
- Tamatama Otome - Shounen ga Shoujo ni naru Toki (storia; disegni di Seguchi Takahiro) (2010)
- Momo no Majutsushi (disegni; storia di Araki Tsukasa) (2012)
- Motoyome (storia; disegni di Matomoto Kyuujo) (2013)
- Re:Marina (storia; disegni di Seguchi Takahiro) (2013)
- Jikkyou!! Izumi-kun no Koi Moyou (storia; disegni di Suzu Oomi) (2017-2018)
- Megami no Sprinter (storia; disegni di Karoti) (2017 - in corso)
- Majo wa Mioji kara (storia; disegni di Kyūjo Matsumoto) (2018-2020)
- Cells at Work! Black (storia; disegni di Issei Hatsuyoshiya) (2018 - in corso)
- Cells at Work! Lady (storia; disegni di Yasuhiro Fukuda) (2020 - in corso)